# Chindrieux
Chindrieux és un municipi francès situat al departament de la Savoia i a la regió d'Alvèrnia-Roine-Alps. L'any 2007 tenia 1.198 habitants.

## Demografia

### Població
El 2007 la població de fet de Chindrieux era de 1.198 persones. Hi havia 540 famílies de les quals 164 eren unipersonals (76 homes vivint sols i 88 dones vivint soles), 200 parelles sense fills, 136 parelles amb fills i 40 famílies monoparentals amb fills.
La població ha evolucionat segons el següent gràfic:
Habitants censats

### Habitatges
El 2007 hi havia 745 habitatges, 550 eren l'habitatge principal de la família, 156 eren segones residències i 39 estaven desocupats. 584 eren cases i 152 eren apartaments. Dels 550 habitatges principals, 382 estaven ocupats pels seus propietaris, 147 estaven llogats i ocupats pels llogaters i 21 estaven cedits a títol gratuït; 5 tenien una cambra, 39 en tenien dues, 98 en tenien tres, 161 en tenien quatre i 247 en tenien cinc o més. 454 habitatges disposaven pel capbaix d'una plaça de pàrquing. A 230 habitatges hi havia un automòbil i a 269 n'hi havia dos o més.

### Piràmide de població
La piràmide de població per edats i sexe el 2009 era:
| Homes | Edats   | Dones |
| ----- | ------- | ----- |
| 0     | 95 o +  | 4     |
| 4     | 90 a 94 | 4     |
| 16    | 85 a 89 | 20    |
| 4     | 80 a 84 | 16    |
| 20    | 75 a 79 | 32    |
| 24    | 70 a 74 | 40    |
| 36    | 65 a 69 | 40    |
| 32    | 60 a 64 | 24    |
| 20    | 55 a 59 | 36    |
| 32    | 50 a 54 | 28    |
| 36    | 45 a 49 | 16    |
| 16    | 40 a 44 | 28    |
| 52    | 35 a 39 | 36    |
| 64    | 30 a 34 | 44    |
| 28    | 25 a 29 | 44    |
| 4     | 20 a 24 | 28    |
| 32    | 15 a 19 | 12    |
| 20    | 10 a 14 | 40    |
| 40    | 5 a 9   | 40    |
| 16    | 0 a 4   | 28    |

## Economia
El 2007 la població en edat de treballar era de 764 persones, 553 eren actives i 211 eren inactives. De les 553 persones actives 525 estaven ocupades (283 homes i 242 dones) i 28 estaven aturades (12 homes i 16 dones). De les 211 persones inactives 107 estaven jubilades, 50 estaven estudiant i 54 estaven classificades com a «altres inactius».

### Ingressos
El 2009 a Chindrieux hi havia 543 unitats fiscals que integraven 1.219 persones, la mediana anual d'ingressos fiscals per persona era de 19.227 €.

### Activitats econòmiques
Dels 71 establiments que hi havia el 2007, 2 eren d'empreses extractives, 1 d'una empresa alimentària, 2 d'empreses de fabricació d'altres productes industrials, 7 d'empreses de construcció, 20 d'empreses de comerç i reparació d'automòbils, 3 d'empreses de transport, 6 d'empreses d'hostatgeria i restauració, 2 d'empreses financeres, 5 d'empreses immobiliàries, 6 d'empreses de serveis, 12 d'entitats de l'administració pública i 5 d'empreses classificades com a «altres activitats de serveis».
Dels 23 establiments de servei als particulars que hi havia el 2009, 1 era una gendarmeria, 1 oficina de correu, 2 oficines bancàries, 3 tallers de reparació d'automòbils i de material agrícola, 1 paleta, 1 guixaire pintor, 1 fusteria, 2 lampisteries, 1 electricista, 4 perruqueries, 2 restaurants i 4 agències immobiliàries.
Dels 6 establiments comercials que hi havia el 2009, 1 era una botiga de menys de 120 m², 1 una fleca, 2 carnisseries i 2 floristeries.
L'any 2000 a Chindrieux hi havia 34 explotacions agrícoles que ocupaven un total de 297 hectàrees.

## Equipaments sanitaris i escolars
L'únic equipament sanitari que hi havia el 2009 era una farmàcia.
El 2009 hi havia una escola elemental.

## Poblacions més properes
El següent diagrama mostra les poblacions més properes.